# 서울 강남구 여성 납치살인사건
서울 강남구 여성 납치살인사건은 2023년 3월 29일 대한민국 서울특별시 강남구 역삼동에서 발생한 살인사건이다. 2023년 3월 31일 피해 여성의 시신은 대전광역시 대청댐 인근에서 발견되었다.

## 수사
납치에 사용한 차량(현대자동차 벨로스터)은 3월 29일 오전 대전에서 차를 버리고 렌터카를 이용해 충청북도 청주시로 이동한 것으로 조사했다. 버려진  차량에서는 핏자국과 범행에 쓰인 것으로 추정되는 흉기가 발견되었다.
피의자 3명은 가상화폐(코인) 관련 사기 사건에 연루돼 경찰 수사를 받고 있었던 것으로 알려졌다. kbs 보도에 따르면 피해자의 남편이 가상화폐 투자 사기 혐의로 구속된 것으로 밝혀져, 가상화폐 사기 피해자들이 살인을 공모한 것은 아닌지 논란이 일고 있다.

2023년 4월 3일 법원에서 피의자들에 대한 구속영장이 발부되었다.
경찰은 또 다른 공범을 발견하여 A씨(20)를 살인예비 혐의로 추가 입건하여 조사중이다.

2023년 4월 3일 경찰은 제3의 인물을 추가로 출국 금지한 것으로 밝혀졌다.
그리고 범행에 사용된 것으로 의심되는 주사기를 발견함에 따라 해당 성형외과에 대해 압수수색중이다.
2023년 4월 5일 피의자 3명 신상공개위원회의 결정에 따라 신상이 공개되었다.

2023년 4월 12일 피의자 부부는 신상공개위원회의 결정에 따라 신상이 공개되었다.피의자 이경우는 2022년 9월 유상원, 황은희 부부에게 찾아가 자신이 먼저 범행을 제안했다고 진술했다.

## 검거
2023년 3월 31일 수인분당선 모란역 내 물품 보관함 근처에서 피의자 한 명이 검거되었다.

납치범 일당 또다른 1명을 경기도 성남시에서 추가로 검거했다. 

오후 5시 40분쯤 서울특별시 강남구에서 또 다른 1명 검거했다.
2023년 4월 3일 범행 모의중 이탈한 인물로 사전구속영장 발부되었다.
2023년 4월 5일 추가 공범을 체포했다.
그리고 이들과 관련 된 코인 관계자가 체포되었다.

## 같이 보기
- 비트코인
- 여성살해